# Hopium Machina Vision
Pour les articles homonymes, voir Hopium et Vision.
L'Hopium Machina Vision est une voiture berline concept car électrique à pile à hydrogène de luxe, du constructeur automobile français Hopium. Il est présenté au Mondial de l'automobile de Paris 2022, pour une commercialisation annoncée pour 2025, au tarif de 120 000 €,. 

## Histoire
Ce projet de concept car Hopium, créé en 2019 par Olivier Lombard, ex-pilote français entre autres de Green GT H2, est une vitrine technologique de future voiture à hydrogène, créée par le designer Felix Godard, ancien  designer chez Porsche, Tesla et Alpine, avec design futuriste, quatre sièges baquets, toit vitré panoramique à opacité contrôlée, et tableau de bord à affichage numérique haptique,.
Il est propulsé par un moteur électrique de 368 kW (500 ch) pour une vitesse annoncée de 230 km/h,. Le moteur est alimenté par accumulateur électrique rechargé par pile à hydrogène, avec un réservoir d'hydrogène de 10 kg à 700 bars de pression, pour une autonomie annoncée de 1 000 km.
Le concept projet de voiture à hydrogène Hopium Machina est mis entre parenthèses en 2023 par son constructeur qui essuie des pertes financières importantes ainsi qu'une baisse de son cours de bourse.